# Tour Bismarck (Stuttgart)
Pour les articles homonymes, voir Tour Bismarck (homonymie).

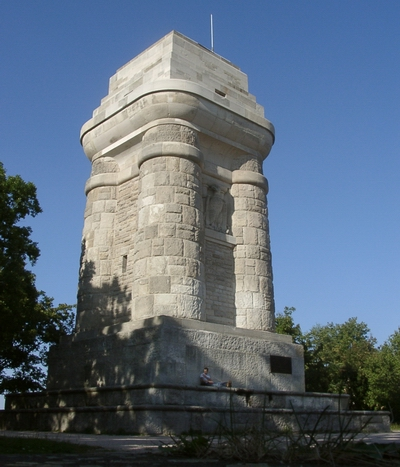
La tour Bismarck de Stuttgart

La tour Bismarck de Stuttgart est située dans le quartier de Lenzhalde (Stuttgart-Nord).
Haute de 20 mètres, elle a été érigée comme d'autres tours Bismarck d'après le projet Crépuscule des Dieux de l'architecte Wilhelm Kreis et inaugurée le 16 juillet 1904. 
À partir de 1928 elle a été transformée en château d'eau. Elle a été rénovée en 2001 à l'occasion de son centième anniversaire.

Panorama depuis la tour Bismarck, en direction du nord-ouest

Panorama depuis la tour Bismarck, en direction du sud-est